# فاضل محمدوف
فاضل محمدوف (ترکی آذربایجانی: Fazil Məmmədov Əsəd oğlu; ۲۸ مارس ۱۹۶۴ – ۴ نوامبر ۲۰۲۲) سیاست‌مدار اهل جمهوری آذربایجان بود.